# Johann Matthias Gesner
Johann Matthias Gesner (9 de abril 1691 - 3 de agosto 1761) fue un erudito y maestro de la escuela clásica alemana.
Nació de Ansbach. Su padre, Johann Samuel Gesner, un pastor en Auhausen, murió en 1704, dejando a la familia en circunstancias difíciles. Gesner madre, María Magdalena (nacida Hußwedel), se volvió a casar, y el padrastro de Johann Matthias, Johann Zuckermantel, probada de apoyo. Al darse cuenta de las habilidades del chico, se preparó para la Ansbach HIM Gymnasium. Dado que los costes de la Escuela superado: la familia, el niño recibió el apoyo de los recursos públicos y los años de su escuela en una vivienda para estudiantes pobres, se le dio atención especial y la instrucción por el rector del Gimnasio, Georg Nikolaus Köhler, que provocó su interés por los idiomas, y desarrolló ejercicios especiales en las que el niño tuvo que reconstruir los textos inteligibles a partir de fragmentos.
Él se fue a estudiar metafísica, las lenguas semíticas, y la literatura clásica como un estudiante de teología en la Universidad de Jena, trabajando bajo Buddeus Johann Franz, quien se hizo amigo de Gesner y permitió a los estudiantes a vivir en su propia casa. apoyo Despi Buddeus, sin embargo, pasó a una posición en Jena. En 1714 publicó un trabajo sobre la Philopatiis atribuida a Luciano. En 1715 se convirtió en vice-director y bibliotecario de Weimar, donde se hizo buen amigo de Johann Sebastian Bach. El profesorado de la Universidad de Leipzig se negó privilegios Gesner enseñanza, sin embargo, y en la fundación de la Universidad de Gotinga. Se convirtió en profesor de poesía y elocuencia (1734) y, posteriormente, bibliotecario, continuar publicando trabajos sobre las lenguas clásicas y la literatura, así se escribe a América la poesía y la publicidad de la universidad. Habiéndose familiarizado con una organización similar en Leipzig, en 1738 fundó la Deutsche Gesellschaft dedicadas al adelanto de la literatura alemana. Él murió en Gotinga.
Gesner ganó una gran reputación como un reformador, un erudito y humanista.
- Datos: Q574402
- Multimedia: Johann Matthias Gesner / Q574402